# Пришельцы в доме
Пришельцы в доме (англ. Luis & The Aliens) — совместный фантастический семейный мультфильм Германии, Люксембурга и Дании. Мировая премьера состоялась 2 марта 2018 года, а премьера в России — 4 октября 2018 года.

## Сюжет
У 12-летнего Луиса нет друзей, а у его отца, Армина Зонтага, постоянно не хватает на него времени. Тот страстно увлечён уфологией и даже не догадывается, что те, кого он так жаждет найти, находятся прямо у него перед носом. В свой день рождения Луис становится единственным свидетелем аварийной посадки трёх чудаковатых инопланетян рядом с их домом. Троица пришельцев быстро находит общий язык с мальчиком. Они ведут себя точь-в-точь как озорные подростки, и обладают к тому же совершенно удивительной способностью — перевоплощаться в любое живое существо. Луис ещё никогда так не веселился, как рядом с ними. Но он быстро понимает, что если взрослые узнают о его тайне, ничем хорошим это не закончится. Поэтому он решает помочь им починить тарелку и улететь вместе с ними…
Им приходится ехать на машине Уинтеров, которую ведёт Марлан, который постоянно досаждал Луису. Когда остальные члены его семьи возвращаются со спектакля его младшей сестры, к ним заходит Армин Зонтаг и пытается заставить их принять облик пришельцев. Но после слов их соседа они (Армин Зонтаг, семья Уинтер, директор школы и мисс Диккиндеккер) отправляются в погоню в курьерском фургоне.
В дороге Луис открывает Марлану правду — на самом деле в машине с ними едут инопланетяне, от чего Марлан едва не разбил машину. После прибытия к Драконьему пику пришельцы и Луис готовятся к отлёту на круизном космическом корабле инопланетян, который завис над пиком. Вскоре туда прибывают и остальные. В последний момент мисс Диккиндеккер отнимает у Армина Зонтага его морозильный бластер и готовится выстрелить в Луиса, но её останавливает агент Стю из межгалактической полиции (он притворялся мороженщиком). Внезапно она трансформируется в огромного инопланетянина, которого Мок, Фабо и Нак (те инопланетяне, которых встретил Луис) называют Тонтонианцем. Луис пытается остановить её, но падает с обрыва. Тонтонианец сталкивает на него камень. Его обхватывают Стю и остальные люди, включая директора школы. Но тот высовывает дополнительные руки, рвёт наручники и отбрасывает держащих её людей и Стю в сторону.
Тем временем из-под столкнутого Тонтонианцем камня выбирается Луис. Он убегает от Тонтонианца, который падает с обрыва. Луис оговаривает с Наком, Фабо и Моком план. В процессе сложного поединка, в котором Нак, Мок и Фабо выдавали себя за Луиса, постепенно приводя Тонтонианца к настоящему Луису, Тонтонианец оказывается замороженным. После этого все мирятся между собой, а пришельцы, забрав заказанный им коврик «Кошачьи лапки», улетают на космическом корабле.
В сцене с титрами показан ремонт дома Зонтагов и начало мирной и удачной жизни. В сцене после титров показывают инопланетян, пользующихся ковриком.

## В ролях
- Каллум Малони — Луис
- Дермот Магеннис — Армин Зонтаг
- Пол Тайлак — Мистер Уинтер